# Isoperla quinquepunctata
Isoperla quinquepunctata är en bäcksländeart som först beskrevs av Banks 1902.  Isoperla quinquepunctata ingår i släktet Isoperla och familjen rovbäcksländor. Inga underarter finns listade i Catalogue of Life.